# Rebecca Martin (Opernsängerin)
Rebecca Martin (* 1965/1966 in Saigon, Vietnam) ist eine amerikanische Opern-, Lied-, Konzert- und Oratoriensängerin (Mezzosopran).

## Leben
Rebecca Martin studierte Klavier und Gesang in Indiana/USA. Noch während des Studiums gewann sie den 1. Preis des Wettbewerbes Young Artist und den 1. Preis der Indiana Music Teachers Competition. Von 1991 bis 1994 setzte sie ihr Gesangsstudium bei Julia Faulkner, Hanna Ludwig und bei der renommierten Dresdner Gesangspädagogin Karin Mitzscherling fort. Es folgten zahlreiche Engagements. Sie sang auf den Musikbühnen von Santander und Hongkong. In Deutschland gastierte sie am Anhaltischen Theater, am Staatstheater Nürnberg sowie am Staatstheater am Gärtnerplatz. An den genannten Bühnen sang Rebecca Martin die zentralen Partien ihres Faches, wie die Carmen in der gleichnamigen Oper von Georges Bizet, die Donna Elvira in Don Giovanni, die Rosina in Der Barbier von Sevilla, den Idamante in Idomeneo, die Dorabella in Così fan tutte, die Poppea in Die Krönung der Poppea, den Hänsel in Hänsel und Gretel (Oper), die Angelina in La Cenerentola (Oper), den Orlando in Orlando (Händel) u. a. m.
Die Mezzosopranistin ist eine vielgebuchte Lied-, Konzert- und Oratoriensängerin, die bisher u. a.mit den Dirigenten Karl-Friedrich Beringer, Nikolaus Harnoncourt, Marek Janowski, Mariss Jansons, Riccardo Chailly und Ulf Schirmer zusammenarbeitete. Zu ihrem Repertoire gehören Werke von Felix Mendelssohn Bartholdy, Robert Schumann, Johann Sebastian Bach, Maurice Ravel, Paul Hindemith, um nur einige der vielen zu nennen. Sie gastierte u. a. beim Rheingau Musik Festival, bei den Ludwigsburger Schloss Festspielen, beim Bachfest Leipzig, in der Berliner Philharmonie, im Gewandhaus Leipzig oder in der Frauenkirche Dresden. Besonders hervorzuheben sind ihre Oratorienabende mit dem Windsbacher Knabenchor, wovon einige Tonträger existieren, und dem Thomanerchor.
Seit 2004 unterrichtet Rebecca Martin an der Hochschule für Musik Nürnberg.